# James Franck
James Franck (26 tháng 8 năm 1882 – 21 tháng 5 năm 1964) là một nhà vật lý người Đức. James Franck và Gustav Ludwig Hertz đã chứng minh hiệu ứng quang điện ngược (tức là khi một điện tử va chạm với một nguyên tử thì cần một năng lượng tối thiểu để sinh ra các lượng tử ánh sáng với năng lượng đặc trưng phát ra từ va chạm đó) và chứng minh tính đúng đắn của lý thuyết Planck và hằng số Planck. Với đóng góp này, Franck and Hertz cùng được nhận giải Nobel năm 1926.
Franck sinh ra trong một gia đình Do Thái. Cha mẹ ông là Jacob Franck và Rebecca Nachum Drucker.
Franck nhận bằng tiến sĩ vào năm 1906 và đã nhận được venia legendi hay đủ tư cách hướng dẫn nghiên cứu vật lý vào năm 1911 đều tại Đại học Berlin, nơi ông giảng dạy và giảng dạy cho đến năm 1918, đã đạt đến vị trí giáo sư extraordinarius.
Sau Thế chiến I, trong đó ông đã phục vụ và được tặng Thập tự Sắt hạng 1, Franck đã trở thành Trưởng bộ phận vật lý của Kaiser Wilhelm Gesellschaft cho hóa lý.
Năm 1920, Franck trở thành giáo sư ordinarius vật lý thực nghiệm và Giám đốc của Viện Vật lý thực nghiệm tại Đại học Göttingen lần thứ hai. Trong khi đó ông đã nghiên cứu vật lý lượng tử với Max Born, Giám đốc của Viện Vật lý lý thuyết.